# Етерия (Лерин)
„Етерия“ (на гръцки: «Εταιρεία», в превод Дружество) е гръцко списание, издавано в град Лерин (Флорина), Гърция.

## История
„Етерия“ е издание на Дружеството на литературата и изкуствата в града. Издатели и редактори са Мимис Сулиотис, Андреас Андреу и Дина Карабатаки.